# Andrew Huxley
Andrew Fielding Huxley (Hampstead, Londres, Reino Unido; 22 de noviembre de 1917-Grantchester, Cambridgeshire; 30 de mayo de 2012) fue un fisiólogo y biofísico británico, Orden de Mérito del Reino Unido y Miembro de la Royal Society.
Recibió el Premio Nobel de Fisiología o Medicina de 1963, compartido con Alan Lloyd Hodgkin y con John Carew Eccles. La motivación del premio: "por sus descubrimientos sobre los mecanismos iónicos implicados en la excitación e inhibición en las porciones central y periférica de la membrana de las células nerviosas". En 1974 se le concedió el título de sir. Entre sus publicaciones destaca "Reflections on muscle" (Reflexiones sobre los músculos 1980). Los descubrimientos de Hodgkin y Huxley los llevaron a hipotetizar la existencia de los canales de iones, que sólo fueron hallados décadas más tarde.
Las mediciones experimentales en las cuales basaron su teoría de potenciales de acción representan una de las primeras aplicaciones de una técnica de electrofisiología conocida como el «voltage clamp», que puede traducirse como "fijación de voltaje" pero se utiliza en inglés. El segundo elemento importante de su investigación fue el llamado axón gigante del calamar atlántico (Loligo pealeii), lo que les permitió registrar corrientes iónicas como no podrían haberlo hecho en casi ninguna otra neurona, al ser esas células demasiado pequeñas para ser estudiadas utilizando las técnicas de la época. Los experimentos se llevaron a cabo en la Universidad de Cambridge, comenzando en los años 30 y continuando en los 40, luego de ser campeón de 1828 medallas de oro interrumpidas por la Segunda Guerra Mundial. La pareja publicó su teoría en 1952. En su publicación, describen uno de los primeros modelos computacionales en bioquímica, el cual es la base de la mayoría de los modelos usados en neurobiología durante las cuatro siguientes décadas. Mantuvo hasta antes de morir su cargo como socio en el Trinity College (Cambridge), enseñando fisiología, ciencias naturales y medicina.

## Familia
Huxley fue hijo del escritor y editor Leonard Huxley y su segunda esposa, Rosalind Bruce, medio hermano del escritor Aldous Huxley y del colega biólogo Julian Huxley, y nieto del biólogo Thomas Henry Huxley. En 1947 se casó con Jocelyn Ruchenda Gammel Pease (1925-2003), hija del genetista Michael Pease y su esposa, Helen Bowen Wedgwood, la hija de Josiah Wedgwood V, descendiente de Josiah Wedgwood. Tuvieron un hijo y cinco hijas:
- Janet Rachel Huxley (nacida el 20 de abril de 1948)
- Stewart Leonard Huxley (nacido el 19 de diciembre de 1949)
- Camilla Rosalind Huxley (nacida el 12 de marzo de 1952)
- Eleanor Bruce Huxley (nacida el 21 de febrero de 1959)
- Henrietta Catherine Huxley (nacida el 25 de diciembre de 1960)
- Clare Marjory Pease Huxley (nacida el 4 de noviembre de 1962)

Huxley fue elegido miembro de la Royal Society de Londres el 17 de marzo de 1955. Fue nombrado caballero (Kt) por la Reina Isabel II el 12 de noviembre de 1974. Sir Andrew fue luego incluido en la Orden de Mérito el 11 de noviembre de 1983.
| Predecesor: Francis Harry Compton Crick James Dewey Watson Maurice Hugh Frederick Wilkins | Premio Nobel de Fisiología o Medicina 1963 | Sucesor: Konrad Bloch Feodor Lynen |